# Firbeix
Firbeix (tiếng Occitan là Firbes) là một xã của Pháp, nằm ở tỉnh Dordogne trong vùng Aquitaine của Pháp.
Firbeix có diện tích 22,66 km2, dân số năm 2006 là 328 người. Xã này nằm ở khu vực có độ cao trung bình 360 m trên mực nước biển.

## Thông tin nhân khẩu
| Năm    | 1962 | 1968 | 1975 | 1982 | 1990 | 1999 | 2006 |
| ------ | ---- | ---- | ---- | ---- | ---- | ---- | ---- |
| Dân số | 553  | 510  | 448  | 401  | 364  | 326  | 328  |